# Nowa Ameryka
Nowa Ameryka (dodatkowa nazwa w j. kaszub. Nowô Amerika) – kolonia w Polsce, w województwie pomorskim, w powiecie kartuskim, w gminie Sierakowice.
Nowa Ameryka jest siedzibą sołectwa Nowa Ameryka, w którego skład wchodzą również Jagodowo, Szramnica i Srocze Góry.
Do 2023 miejscowość była częścią wsi Leszczynki.
W latach 1975–1998 Nowa Ameryka administracyjnie należała do województwa gdańskiego.